# Myriam Verdugo Godoy
Myriam Selva Verdugo Godoy (Santiago, 5 de noviembre de 1956) es una periodista y política chilena, Militante del Partido Demócrata Cristiano (PDC), el cual presidió entre 2017 y 2018. Se desempeñó como subdirectora del Servicio Nacional de la Mujer de su país, durante el gobierno de Ricardo Lagos, entre 2004 y 2006.

## Familia y estudios
Nacida en San Miguel, es hija de Ramón Luis Verdugo Díaz y Amanda Andrea Godoy Cartagena.
Estudió periodismo en la Universidad de Chile. Además obtuvo un magíster en comunicación estratégica en la Universidad Diego Portales (UDP).
Estuvo casada con Manuel Bustos, dirigente sindical y diputado (1998-1999), a quién había conocido en 1981 cuando ella le realizó una entrevista. De su matrimonio nacieron dos hijos: Manuel (fallecido en 2004) y Andrea.

## Trayectoria pública
Ingresó a la Juventud Demócrata Cristiana (JDC) a los catorce años. Posteriormente fue elegida en 2011 como consejera nacional del partido.
Trabajó como reportera en Radio Cooperativa, Carrera y Fortín Mapocho. Fue además, dirigente nacional del Colegio de Periodistas de Chile, dirigente sindical; creadora de medios de comunicación (Unión y Trabajo, Enlace), y subdirectora del Servicio Nacional de la Mujer (Sernam), durante la presidencia de Ricardo Lagos, desde el 29 de septiembre de 2004 hasta el fin del gobierno en marzo de 2006.
En las elecciones parlamentarias de 2013, intentó sin éxito ser diputada por la región Metropolitana, periodo 2014-2018.
El 25 de noviembre de 2017, fue elegida presidenta del Partido Demócrata Cristiano, ejerciendo hasta el 22 de junio de 2018, reemplazada por Fuad Chahín.
Es coautora del libro Dicen que es Manuel su nombre, editado en Italia por la editorial «Edizione Lavoro».

## Historial electoral

### Elecciones parlamentarias de 2009
- Elecciones parlamentarias de 2009, candidata a diputada por el distrito 26 (La Florida)[4]

| Candidato                       | Pacto                         | Partido | Votos  | %     | Resultado |
| ------------------------------- | ----------------------------- | ------- | ------ | ----- | --------- |
| Carlos Montes Cisternas         | Concertación y Juntos Podemos | PS      | 71 173 | 50,44 | Diputado  |
| Gustavo Hasbún Selume           | Coalición por el Cambio       | UDI     | 36 438 | 25,82 | Diputado  |
| Gustavo Alessandri Balmaceda    | Coalición por el Cambio       | ILB     | 20 875 | 14,79 |           |
| Myriam Verdugo Godoy            | Concertación y Juntos Podemos | PDC     | 6455   | 4,57  |           |
| Marcial Valenzuela Álvarez      | Chile Limpio. Vote Feliz      | ILD     | 1923   | 1,36  |           |
| Juan Carlos Gálvez Galleguillos | Nueva Mayoría                 | PH      | 1823   | 1,29  |           |
| Gustavo Ignacio Serrano Reyes   | Chile Limpio. Vote Feliz      | PRI     | 1310   | 0,93  |           |
| Fernando Muñoz Figueroa         | Nueva Mayoría                 | PH      | 1106   | 0,78  |           |